# Phú Xuân, thành phố Thái Bình
Phú Xuân là một xã thuộc thành phố Thái Bình, tỉnh Thái Bình, Việt Nam.
Xã có diện tích 5,92 km², dân số năm 2007 là 8.232 người, mật độ dân số đạt 1.391 người/km².
Dân số Phú Xuân rất trẻ, đặc biệt trong giai đoạn hiện nay khi xã đang trong quá trình tiến lên thành phường Phú Xuân